# РК Железничар југ
РК Железничар југ је рукометни клуб из Ниша, Србија. Тренутно се такмичи у Прва Лига Исток Група-Б

## Историја
Клуб је настао пројектом града Ниша, када су 7. септембра 2009. спојени суперлигаш ОРК Ниш (основан 1992) и прволигаш РК Ниш ПЕТРОЛ Железничар (основан 1949). На оснивачкој скупштини усвојено је име РК Наисус. Такође клуб је наследник традиције Железничара.
У првој сезони (2009/10) клуб је заузео 7. место у Суперлиги Србије. Клуб је у сезони 2010/11. заузео 16. место и требало је да испадне у нижи ранг, али након што је Планинка одустала од Суперлиге, Наисус је попунио њено место и наставиће такмичење у Суперлиги Србије.
На Скупштини клуба 5. децембра 2011. РК Наисус је преименован у РК Железничар 1949. Своју прву сезону под именом Железничар 1949 клуб је завршио као деветопласирани у Суперлиги, а за тренера је постављен Јовица Цветковић.
Железничар 1949 је у сезони 2012/13. као претпоследњи првобитно требало да испадне из Суперлиге, али је након одустајања Зајечара играо бараж за опстанак против БАСК-а, кога је Железничар савладао са 31:25 и тако сачувао статус суперлигаша.

## Успеси
| Такмичење                | Такмичење                | Број                     | Година                     |                          |                          |
| Национално првенство - 0 | Национално првенство - 0 | Национално првенство - 0 | Национално првенство - 0   | Национално првенство - 0 | Национално првенство - 0 |
| ------------------------ | ------------------------ | ------------------------ | -------------------------- | ------------------------ | ------------------------ |
| Првенство Југославије    | Првак                    | 0                        | /                          |                          |                          |
| Првенство Југославије    | Други                    | 0                        | /                          |                          |                          |
| Прва лига СРЈ / СЦГ      | Првак                    | 0                        | /                          |                          |                          |
| Прва лига СРЈ / СЦГ      | Други                    | 1                        | 1997/98.                   |                          |                          |
| Првенство Србије         | Првак                    | 0                        | /                          |                          |                          |
| Првенство Србије         | Други                    | 1                        | 2017/18.                   |                          |                          |
| Национални куп - 7       |                          |                          |                            |                          |                          |
| Куп СФР Југославије      | Победник                 | 3                        | 1976/77, 1981/82, 1984/85. |                          |                          |
| Куп СФР Југославије      | Финалиста                | 0                        | /                          |                          |                          |
| Куп СРЈ / СЦГ            | Победник                 | 2                        | 1996/97, 1998/99.          |                          |                          |
| Куп СРЈ / СЦГ            | Финалиста                | 0                        | /                          |                          |                          |
| Куп Србије               | Победник                 | 2                        | 2013/14, 2017/18.          |                          |                          |
| Куп Србије               | Финалиста                | 0                        | /                          |                          |                          |
| Национални суперкуп - 0  |                          |                          |                            |                          |                          |
| Суперкуп Србије          | Победник                 | 0                        | /                          |                          |                          |
| Суперкуп Србије          | Финалиста                | 2                        | 2014, 2018.                |                          |                          |
| Континентална такмичења  |                          |                          |                            |                          |                          |
| Куп победника купова     | Победник                 | 0                        | /                          |                          |                          |
| Куп победника купова     | Финалиста                | 1                        | 1977/78.                   |                          |                          |
| Куп победника купова     | Полуфинале               | 1                        | 1982/83.                   |                          |                          |
| Остала такмичења         |                          |                          |                            |                          |                          |
| Трофеј Добоја            | Победник                 | 1                        | 1999.                      |                          |                          |
| Трофеј Добоја            | Финалиста                |                          |                            |                          |                          |

- Напомена: Све успехе остварио је некадашњи РК Железничар, а садашњи клуб је наследник традиције.

## Бивши играчи
- Зоран Живковић
- Часлав Грубић
- Бранко Карабатић
- Драгослав Павловић
- Александар Живковић
- Александар Клисић
- Јосиф Петковић
- Љубомир Митић
- Милош Станић
- Иван Лапчевић
- Љубомир Павловић
- Далибор Чутура
- Бобан Живковић
- Горан Стевановић
- Милан Косановић
- Иван Гајић
- Бојан Стефановић
- Ненад Дамјановић
- Јовица Стојилковић
- Слободан Младеновић
- Дарко Ђукић
- Немања Прибак
- Слободан Милосављевић
- Владимир Станојевић
- Иван Шмигић
- Војислав Краљић
- Владимир Ђурић
- Александар Станојевић
- Милан Огњановић
- Владан Красавац
- Милан Павлов
- Дејан Златановић
- Ђорђе Спасић
- Милан Ђукић
- Младен Крсманчић
- Стеван Сретеновић
- Младен Чачић
- Милош Падежанин
- Милан Вучковић
- Жарко Петковић
- Александар Станковић
- Немања Живковић
- Братислав Станковић
- Душан Мирић
- Огњен Кајганић
- Никола Милошевић
- Давор Басарић
- Владимир Јевтић
- Миралем Бећировић
- Јово Дамјановић
- Андрија Мађар
- Стефан Јанковић
- Дејан Бабић
- Александар Павловић
- Јанко Гемаљевић
- Предраг Вејин
- Немања Милутиновић
- Стефан Радоничић
- Владан Митић
- Гвозден Денић
- Иван Вељковић
- Миљан Манић
- Алекса Кљајић
- Немања Миловановић
- Марко Кнежевић
- Огњен Мрдаковић
- Дарко Стошић
- Сава Ташковић
- Милош Лазић
- Вељко Станојевић
- Марко Милосављевић
- Милош Савић
- Жарко Барјактаревић
- Данило Михаљевић
- Тодор Прокић
- Марко Ћеранић
- Павле Бандука
- Лука Поткоњак
- Димитрије Миленковић

## Тренери
- Владан Стошић (септембар 2009 - децембар 2010)
- Милош Станић (децембар 2010 - август 2011)
- Саша Марковић (август 2011 - септембар 2011)
- Зоран Живковић (септембар 2011 - октобар 2011)
- Александар Живковић (октобар 2011 - април 2012)
- Јовица Цветковић (април 2012 - јул 2012)
- Никола Марковић (септембар 2012 - октобар 2012)
- Недељко Вучковић (децембар 2012 - мај 2013)
- Владимир Станојевић (2013 - 2014)
- Јосиф Петковић
- Веселин Вујовић (2018 - 2019)
- Ђорђе Теодоровић (август 2019 - тренутно)

## Председници
- Миодраг Панчић (септембар 2009 - јун 2011)
- Љубомир Радуловић (август 2011 - август 2012)
- Игор Новаковић (август 2012 - 2019)
- Љуба Павловић (2019 - тренутно)